# Cheval au Cambodge
Le cheval au Cambodge (khmer : សេះ) est représenté par une race locale adaptée à son climat tropical, le Cambodgien. Son origine est méconnue, l'élevage du cheval ayant historiquement revêtu peu d'importance économique dans l'histoire du pays, jusqu'à la période coloniale française. Alors que la population chevaline est d'un peu plus de 3 000 individus en 1961, les Khmers rouges interdisent l'équitation durant les années 1970. 
Les pratiques de traction hippomobile et de portage avec le cheval perdurent, tandis que se développe une offre d'équitation de loisir et de tourisme équestre. Le nombre de chevaux a augmenté, avec environ 28 000 têtes en 2017. Le Cambodge est néanmoins touché par des épidémies fatales aux chevaux, notamment le surra.
L'Art khmer comporte des représentations de chevaux à partir du VIIe siècle, dont l'une des plus connues est celle du légendaire Balāha, au temple de Neak Pean.

## Histoire
Le cheval semble avoir revêtu peu d'importance dans l'histoire du Cambodge. Il n'existe que peu de documentation permettant de connaître son origine chez les Cambodgiens (en raison d'un nombre très limité de fouilles archéologiques), aussi, le plus ancien élément de preuve connu est l'existence de représentations de chevaux sur des monuments datés du VIIe siècle.
Dans les régions de plaines, historiquement, les buffles et les éléphants, mieux adaptés au climat, remplissent les mêmes tâches que le cheval ; il semble ainsi particulièrement rare dans les plaines humides de riziculture. L’utilisation du cheval en Asie du Sud-Est pourrait avoir un lien avec le défrichement des côtes et la disparition d’un biotope adapté à l’éléphant et au buffle
Une erreur de traduction est relevée dans les chroniques du Cambodge F1170 (fin XVIe siècle - début XVIIIe siècle), entre le mot « éléphant » et le mot « cheval » : le roi vietnamien fait vraisemblablement savoir qu'il a besoin d'acheter des éléphants au Cambodge, et non des chevaux. Cependant, Tomé Pires décrit le Cambodge comme un pays avec « beaucoup de chevaux et d'éléphants » pendant ses voyages, durant les années 1510. Il ajoute que les Chams « ont tous des chevaux ». 
Le cheval sert de cadeau diplomatique, notamment pour les gouverneurs-généraux espagnols, qui offrent des animaux richement caparaçonnés. « Un animal excellent » est ainsi envoyé au roi du Cambodge en 1593 en échange de son don d'éléphants. 

### À l'époque coloniale

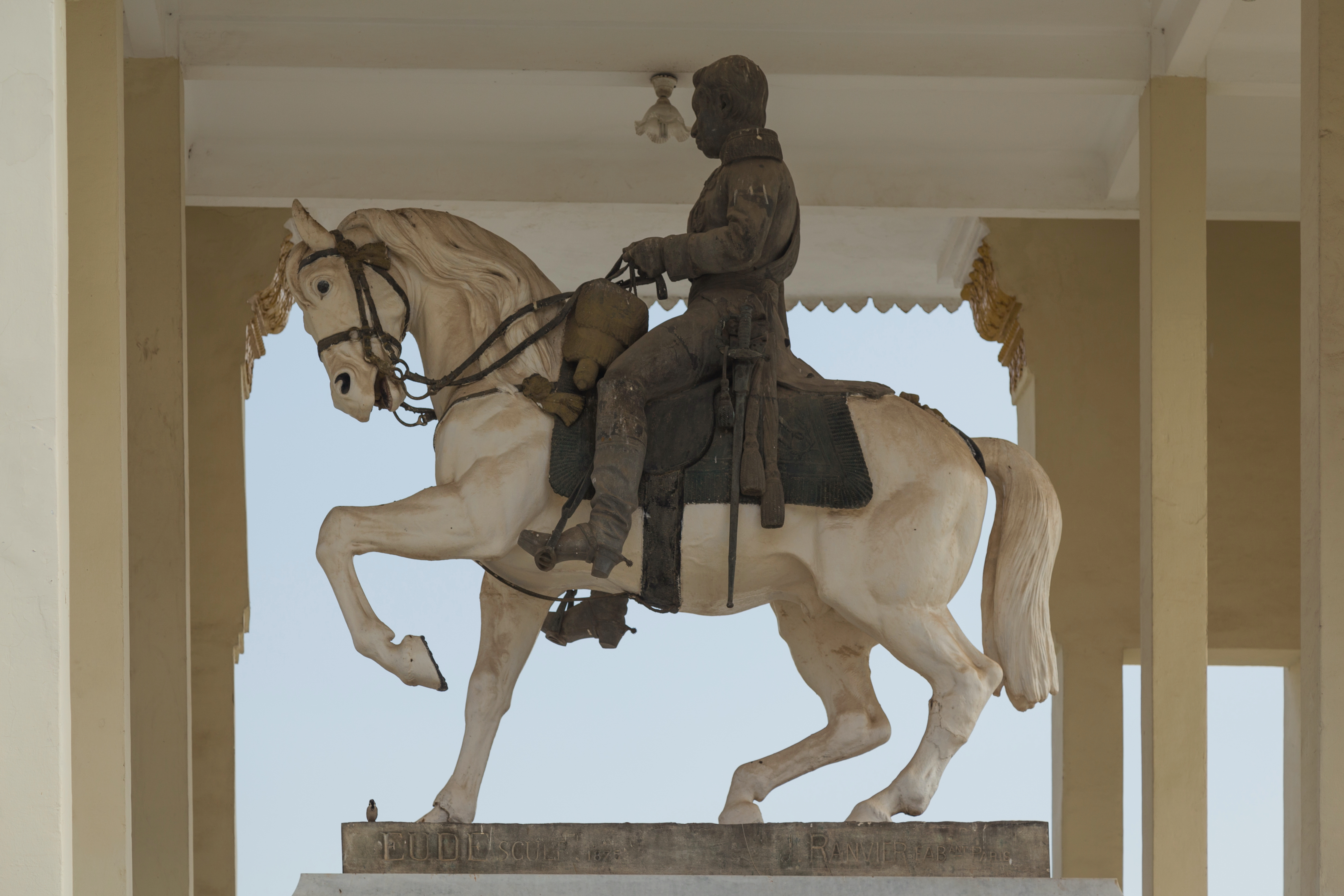
Statue équestre du roi Norodom Sihanouk (1922 - 2012), à Phnom Penh.

Durant l'époque coloniale de l'Indochine française, l'élevage du cheval fait l'objet d'une attention soutenue, davantage encore que l'élevage de l'éléphant et celui des bovins. À la fin du XIXe siècle, le Cambodge fournit la Cochinchine et Saïgon en poneys, car les animaux locaux sont les seuls capables d'en supporter le climat. La présence de pâtures, la faible densité de population et le climat relativement sec font du Cambodge une terre d'élevage plus adaptée que les pays voisins. Durant les années 1930, la partie continentale de l'Asie du Sud-Est compte entre 750 000 et 1 million de chevaux. Le cheptel cambodgien est estimé à 50 000 têtes en 1937. Les sources attestent que l'ethnie musulmane des Chams élève des chevaux durant les années 1940. 
Au début du XXe siècle, l'élevage de chevaux se pratique donc dans les plaines du Cambodge, en dépit de nombreuses difficultés. Les tigres sont en effet attirés par l'odeur des chevaux, ce qui force les éleveurs à parquer leurs animaux dans des lieux complètement clos, compromettant leur santé.
Les épidémies récurrentes de surra causent de lourdes pertes régulières dans le cheptel chevalin, car la maladie est généralement fatale pour les chevaux. Les premiers traitements vétérinaires contre le surra arrivent en Indochine française durant les années 1920, mais sont rarement disponibles pour l'ensemble de la population cambodgienne. Un effondrement dramatique du cheptel de chevaux cambodgiens entre 1921 (40 000) et 1945 (4 000) est ainsi attribué au surra. Cependant, l'invasion japonaise de l'Indochine entraîne elle aussi une hécatombe dans le cheptel équin, les animaux étant réquisitionnés par toutes les parties prenantes au conflit afin de servir aux opérations militaires ou aux transports. Sur la fin du conflit, en 1945, les animaux qui n'ont pas déjà été emportés par les mauvaises conditions d'usage ou par les épizooties sont souvent abattus par les civils ou les troupes militaires pour servir de source de nourriture.

### Après 1945

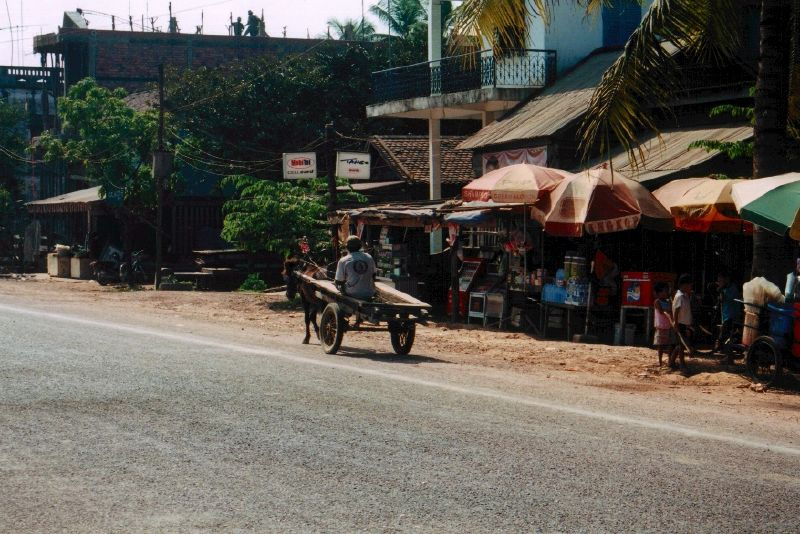
Charrette hippomobile dans une rue cambodgienne, en 2004.

Après la Seconde guerre mondiale, l'autorité coloniale puis les régimes de décolonisation se désintéressent de l'élevage chevalin, reconnaissant que la meilleure forme de sélection est à pratiquer dans l'indigénat, et refusant d'investir dans ce qui apparaît comme une économie du passé en pleine époque de motorisation de l'agriculture et des transports. Paradoxalement, malgré cette déclaration d'intention, les faibles investissements des régimes socialistes dans la modernisation agricole entraînent la continuation du recours à la traction animale.
En 1961, sur la base des données de la FAO, la population chevaline du Cambodge est estimée à 3 888 têtes. L'équitation est interdite durant les années 1970 par les Khmers rouges, ce qui entraîne une longue disparition de sa pratique et de son enseignement.

## Pratiques et usages

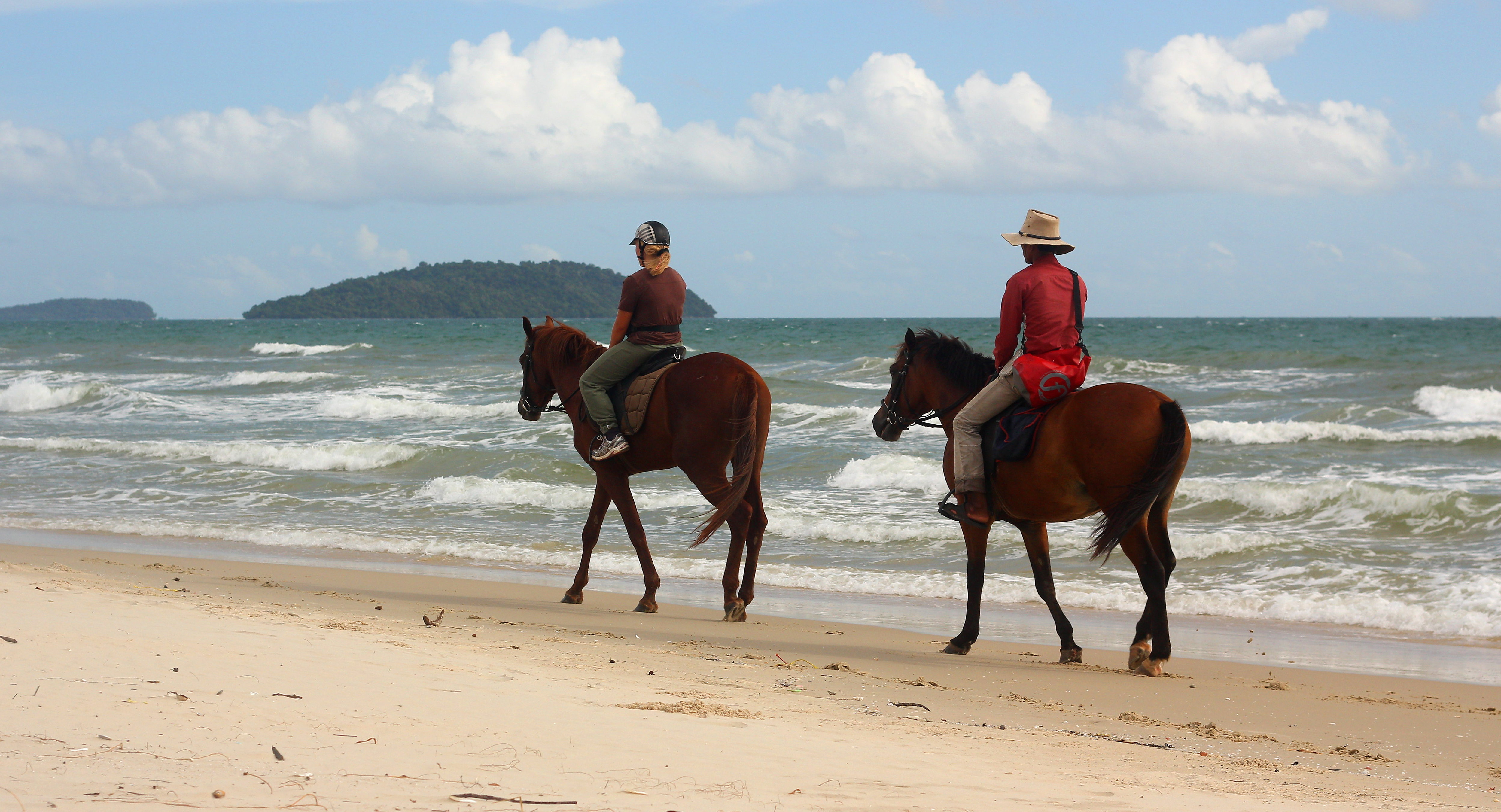
Tourisme équestre sur la plage de Sihanoukville.

Il n'existe aucune organisation de la filière équestre au Cambodge. Le recours à la traction hippomobile perdure dans certaines zones rurales difficiles d'accès, de même que celui au bât porté par un cheval, essentiellement dans le cadre de travaux quotidiens.
Le tourisme équestre est en développement, malgré les effets de l'interdiction passée de l'équitation.

## Élevage
Chris J. Mortensen indique sur la base des données de la FAO la présence d'un cheptel de 30 000 têtes en 2014, tandis qu'en 2017, dans l'ouvrage Equine Science, la population chevaline cambodgienne est estimée à 28 000 têtes, ce qui représenterait 0,05 % de la population chevaline mondiale.

### Races élevées

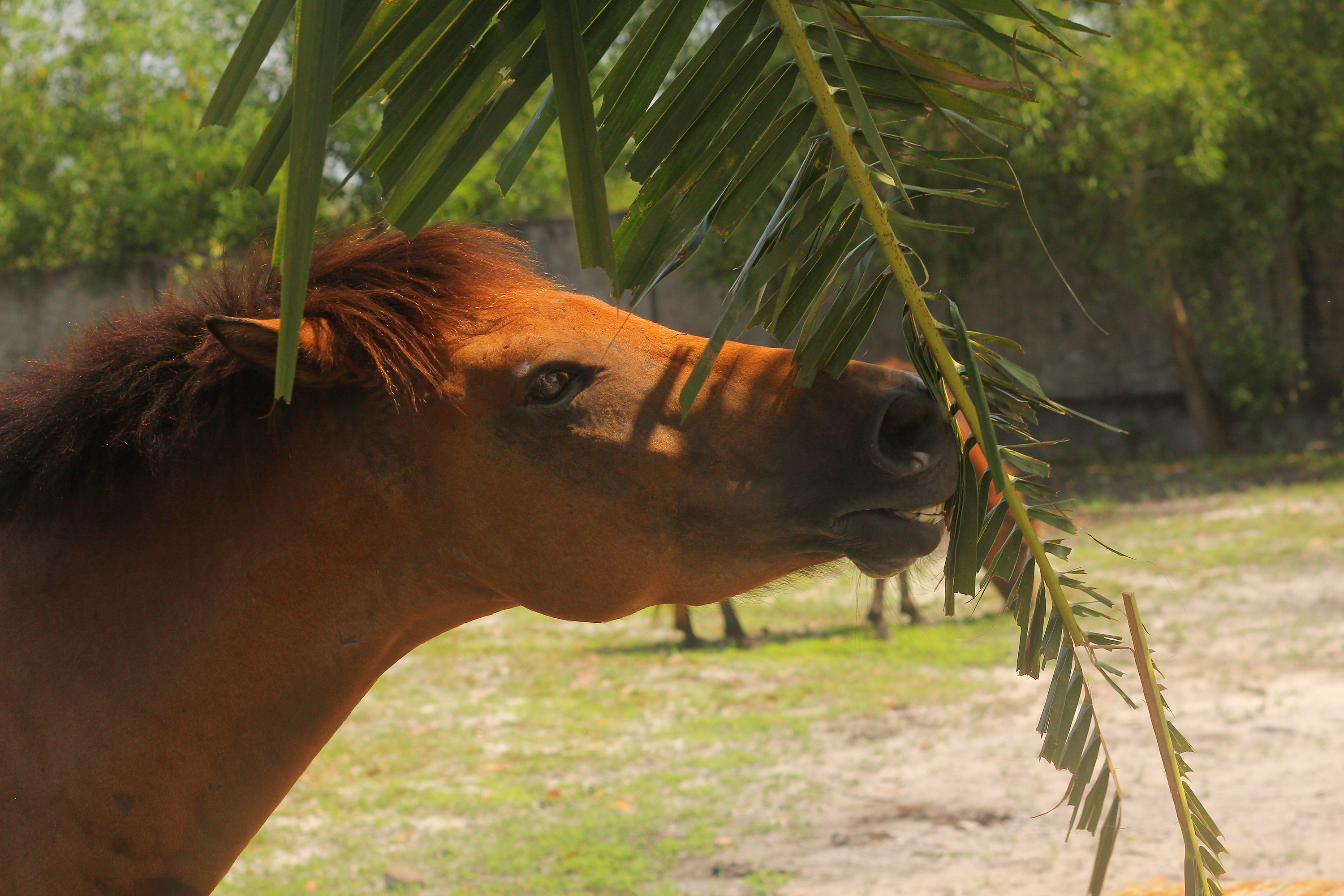
Poney local cambodgien.

La base de données DAD-IS recense une seule race chevaline élevée sur place, le Cambodgien. Il s'agit d'un poney du type d'Asie du Sud-Est, proche de ceux qui existent au Viêt Nam et en Thaïlande. Le climat tropical explique vraisemblablement pourquoi seules certaines races de poneys peuvent subsister dans ce pays. Les éleveurs Cambodgiens importent cependant des chevaux plus grands et plus lourds depuis le Viêt Nam, afin de les croiser avec leur cheptel ; cela entraîne le développement de cette population de chevaux croisés au détriment des races locales.

### Maladies et parasitisme
Le Cambodge est l'un des foyers épidémiques du surra, une maladie infectieuse transmise aux chevaux par le parasite Trypanosoma evansi, via un tabanidé qui pique les chevaux. Un cas de Schistosomiasis Mekongi (Schistomiase du Mékong) a été détecté chez un chien lors d'analyses menées en 2002, mais aucun cas n'a été détecté chez les chevaux également analysés à cette occasion.
Après la découverte d'un foyer de peste équine en Thaïlande en 2020, les chevaux cambodgiens sont testés afin de prévenir une épizootie.

## Dans la culture

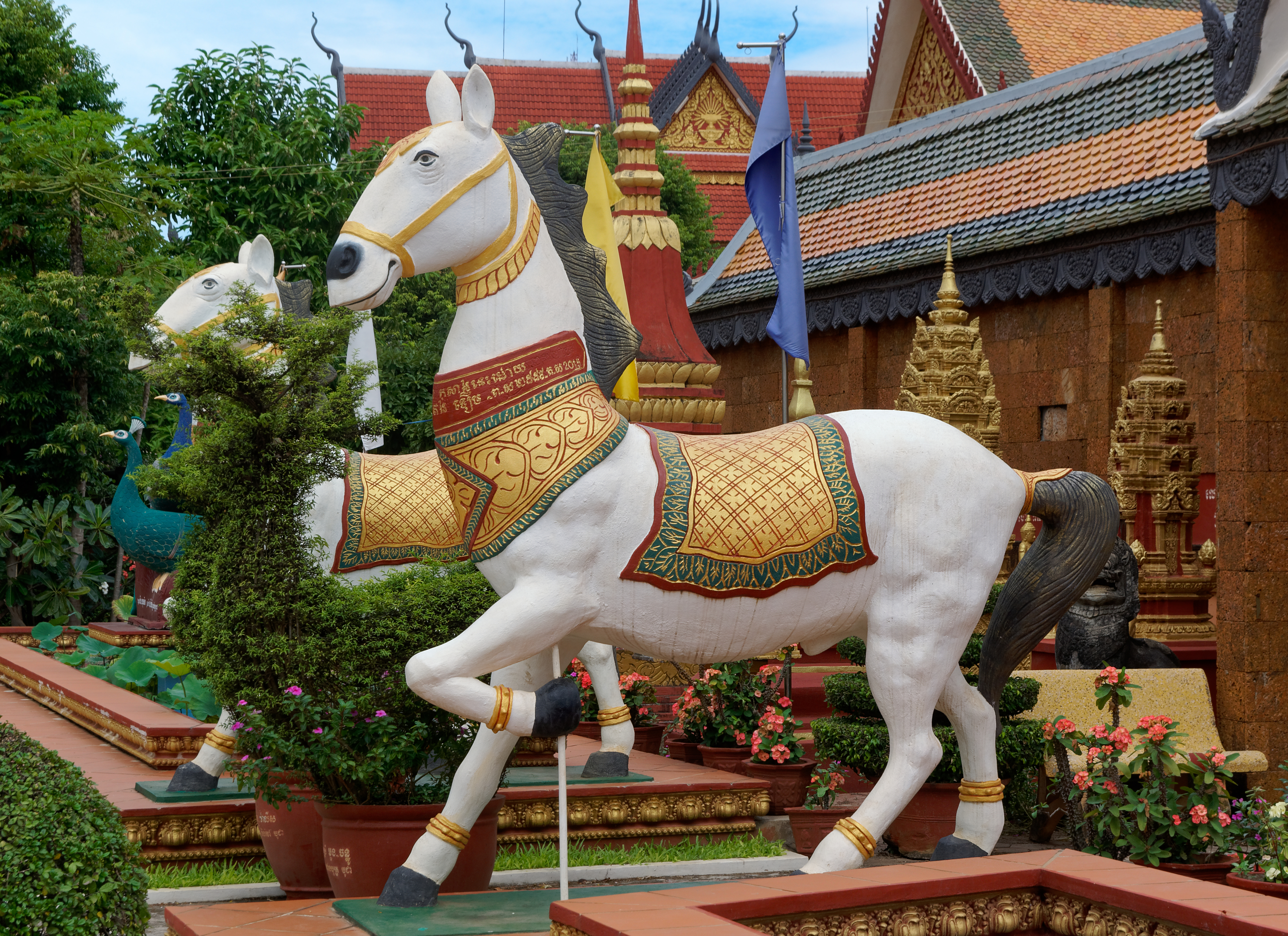
Statues de chevaux au Wat Preah Prom Rath à Siem Reap.

La plus ancienne représentation artistique d'un cheval dans l'art Khmer remonte au VIIe siècle, et se trouve à Sambor Prei Kuk. Ces représentations sont beaucoup plus fréquentes aux XIIe et XIIIe siècles. Les représentations de la cavalerie militaire se font plus nombreuses sous le règne de Suryavarman II. La terrasse royale d'Angkor Thom comporte des bas-reliefs de chevaux gigantesques à 5 têtes et 7 têtes. La terrasse des Éléphants comporte une représentation du jeu de polo à cheval, sur de petites montures.
Deux représentations du cheval semblent particulièrement importantes pour les Khmer : le grand départ de Siddharta et son cheval Kanthaka, et Balāha.

### Kanthaka
Le cheval Kanthaka est présent dans le récit du grand départ du prince Siddhartha Gautama pour mener une vie ascétique, lorsqu'il demande à son écuyer Chandaka de le harnacher pour partir pendant la nuit. Le cheval ne supporte pas cette séparation, et préfère mourir. Cette scène est représentée dans un grand nombre d'œuvres d'art khmer, particulièrement sous le règne de Jayavarman VII. Elle apparaît sur les temples de Ta Prohm, de Vat Nokor, de Ta Nei, et Neak Pean. Le Boddhisatva y apparaît toujours sur le dos de son cheval, entouré de divinités Lokapāla. Ces divinités empêchent que les bruits du sabot du cheval ne réveillent quiconque dans le palais. Kanthaka est représenté de couleur blanche dans l'art khmer.
La scène du grand départ reste importante dans le bouddhisme contemporain au Cambodge.

### Balāha

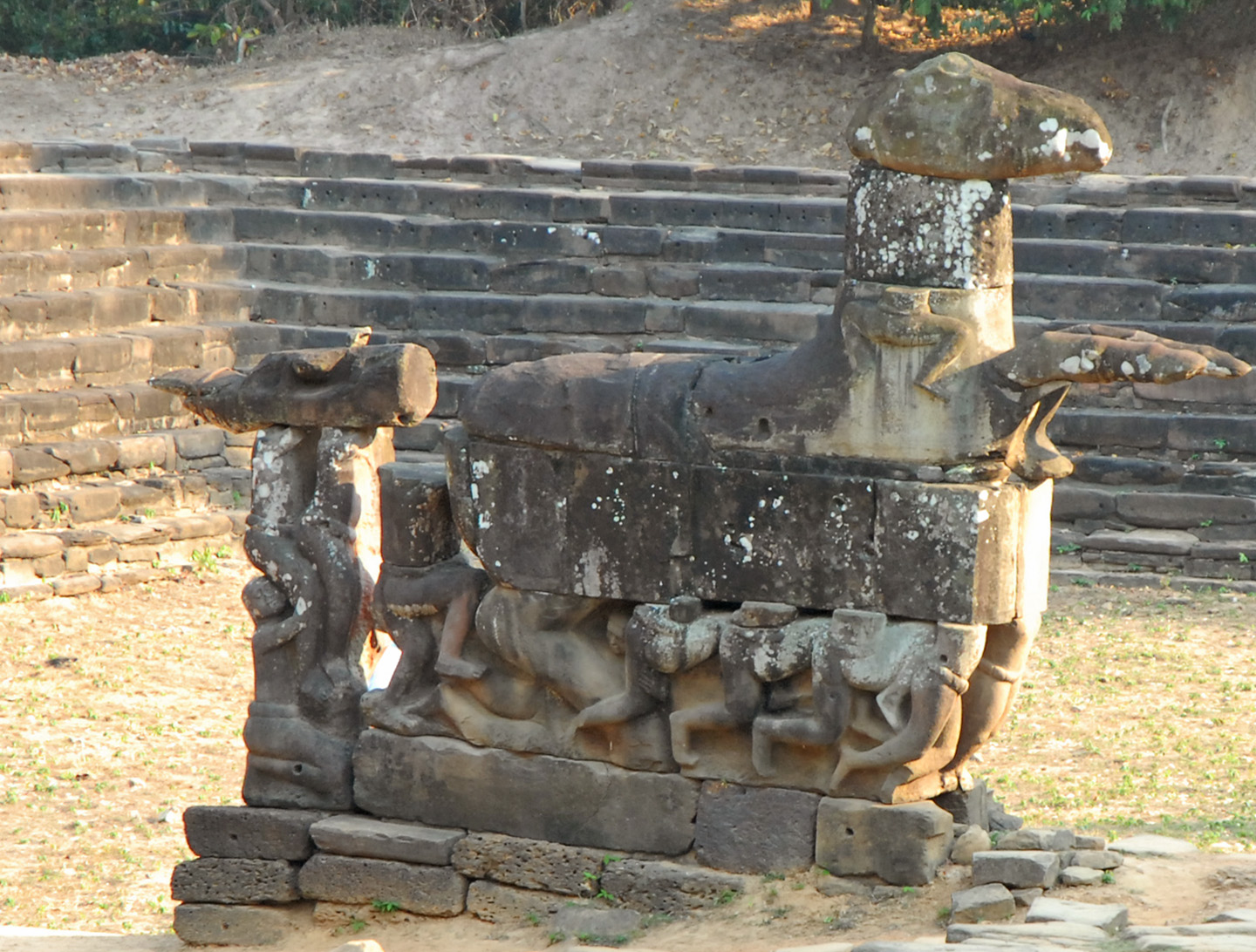
Statue de Balāha au temple de Neak Pean.

Balāha est un cheval enchanté, présent dans les textes et l'Art du Bouddhisme mahāyāna, plus précisément cité dans les Jātaka, récits des vies antérieures du Bouddha. Sous Jayavarman VII,  son imagerie apparaît. Il est ainsi représenté deux fois à Neak Pean et une fois sur un bas-relief de Bayon. 
La source de sa légende est indienne et chinoise. Selon le Vālahassajātaka, le Bodhisattva est né sous la forme d'un magnifique cheval blanc à tête de corneille, capable de voler. Il quitte sa demeure dans l'Himalaya pour sauver des marchands capturés par des créatures féminines anthropophages. Les textes chinois de Seng-houei contiennent deux versions proches. 
Au temple de Neak Pean, le cheval Balāha est représenté à l'Est du temple, sous forme d'une grande statue de blocs de grès, entouré de 18 personnages cherchant à s'accrocher à lui. Cette statue est considérée comme l'un des chefs-d'œuvre de l'art khmer. Le monument de Bayon, créé sous le même règne, est un diagramme de pierre dont deux demi-frontons représentent chacun un épisode de la légende de Balāha.

### Astrologie chinoise
Comme de nombreux autres pays d'Asie du Sud-Est, la Cambodge a adopté le système de l’astrologie chinoise, qui accorde au cheval une année tous les douze ans. Les animaux présidant à l'année de naissance ont une grande importance dans tout le Cambodge, l'animal d'une personne étant invoqué à de multiples occasions, par exemple contre la maladie, pour conjurer un malheur ou pour entrer dans une maison neuve. Le cheval est par exemple invoqué dans un rituel de guérison khmer : « si l'on est malade, faire un bè à 3 ruot [contenant] 9 kandoñ, modeler 1 image de cheval attelé à une charrette, 7 de bräy, et l'abandonner à l'Ouest. Guérison dans les 3 jours ».